# Nord 1601
Nord 1601 – francuski samolot doświadczalny (o numerze rejestracyjnym F-WFKK) służący do badań konstrukcji podczas lotu z dużymi prędkościami poddźwiękowymi, wybudowany przez wytwórnię Nord Aviation.

## Konstrukcja
Nord 1601 był jednomiejscowym, całkowicie metalowym, dwusilnikowym, wolnonośnym średniopłatem. Skrzydło o trapezowym obrysie, 33° skosie i wzniosie wynoszącym 8°. Skrzydło zaopatrzone było w dwuczęściowe sloty na krawędzi natarcia, dwuczęściowe klapy szczelinowe oraz lotki wspomagane spoilerami. Kadłub o konstrukcji półskorupowej. Klasyczne, wolnonośne usterzenie o trapezowym obrysie i ze skosem 25°. Pod kadłubem zamontowana była niewielka płetwa ogonowa stanowiąca przedłużenie statecznika pionowego pełniąca również funkcję zderzaka ogonowego. Podwozie trójzespołowe z przednim podparciem, chowane, przednie do wnęki w kadłubie, główne do wnęk w skrzydłach. Napęd stanowiły dwa silniki turboodrzutowe Rolls Royce Derwent 5 zamontowane w dwóch gondolach silnikowych umieszczonych tuż przy kadłubie po obu jego stronach. Początkowo planowano zamontowanie silników rodzimej konstrukcji Rateau SRA 1 jednak ich rozwój nie osiągnął etapu bezpiecznego użytkowania. Planowano wybudować również samolot seryjny będący myśliwcem mogącym operować w każdych warunkach pogodowych oznaczony jako Nord 1600 jednak konstrukcja nie była dalej rozwijana.